# ولنکولم، ووونیا
ولنکولم، ووونیا (به لاتین: Velankulam, Vavuniya) یک منطقهٔ مسکونی در سری‌لانکا است که در استان شمالی (سری‌لانکا) واقع شده‌است.